# WP Eberhard Eggers

Porträt WP Eberhard Eggers (WPEE);
Fotograf: Eckard Schrader, 1971

WP Eberhard Eggers, vollständiger Name Wilhelm Paul Eberhard Eggers (* 14. Januar 1939 in Hannover; † 8. August 2004 ebenda), war ein deutscher Grafiker, Maler, Bildhauer und Freimaurer. Künstlerisch galt er als Vertreter des modernen phantastischen Realismus, dessen Werke vor allem durch ihre Bildfülle manieristisch geprägt sind.

## Leben

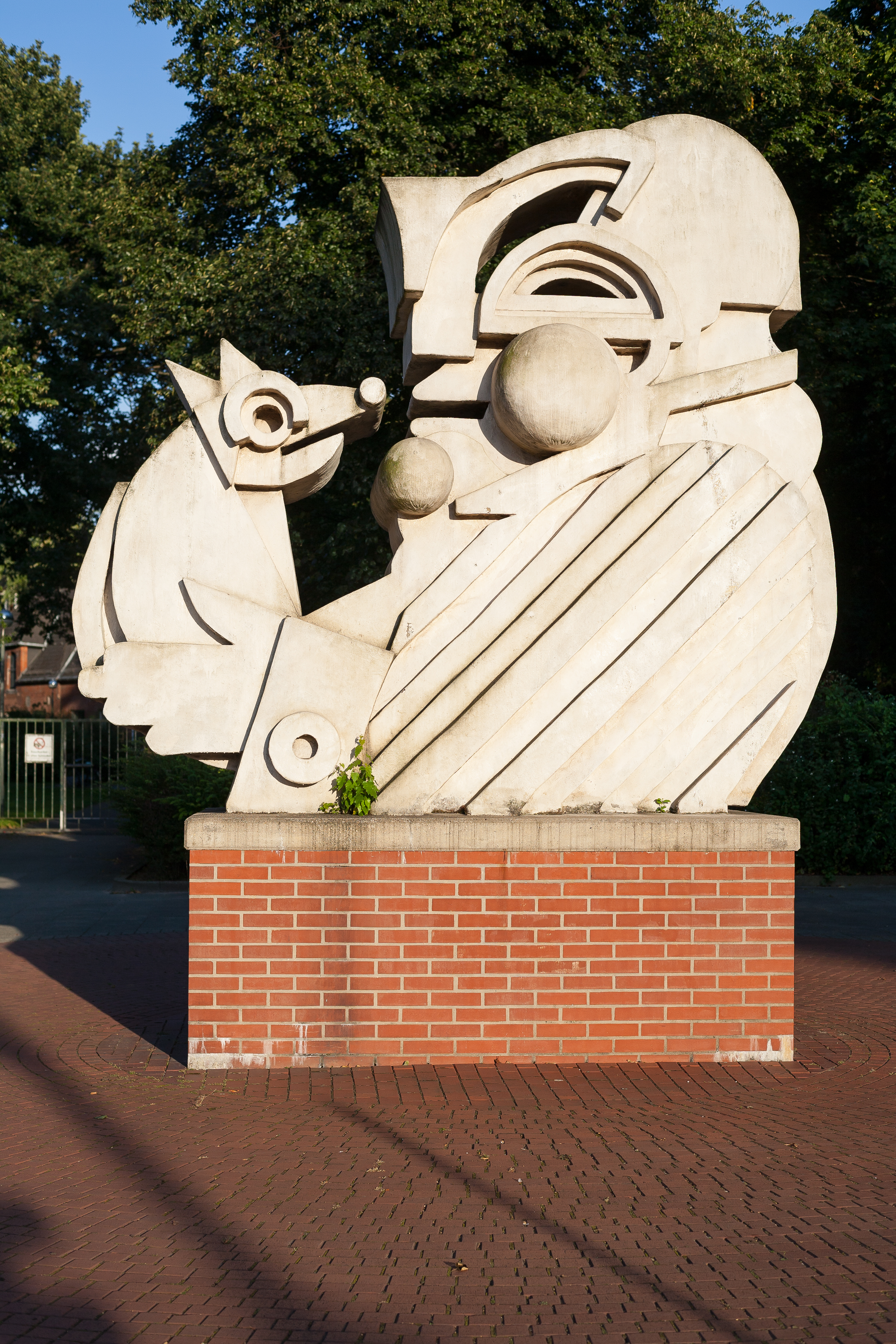
1998 aufgestellte Skulptur „Dicker Mann frisst Maus“ am Braunschweiger Platz vor dem Eingang zur Stiftung Tierärztliche Hochschule Hannover im hannoverschen Stadtteil Bult

Geboren im ersten Jahr des Zweiten Weltkrieges in Hannover, wuchs Wilhelm Paul Eberhard Eggers in Linden auf. Nachdem die durch die Nationalsozialisten auch in Hannover verbotene Waldorfschule dann am Maschsee als Freie Waldorfschule Maschsee ein zweites Mal eröffnet werden konnte, wurde Eggers einer ihrer frühen Schüler.
Neben seiner anschließenden Ausbildung zum Industriekaufmann nahm Eggers privat Kunstunterricht bei Fritz Junghans, Dieter Rudlof und Mac Zimmermann.
Ab 1959 wurde Eggers als freier Künstler tätig, trat im selben Jahr dem Bund Bildender Künstler (BBK) bei und gründete den Kunstkreis Ricklingen. 1960 bis 1963 wirkte Eggers als Dozent an der Volkshochschule Hannover, gründete 1961 den bis 1964 betriebenen Kunstverein und -verlag araban 13, 1963 dann den Verlag Fischersträßner Preßchen, in dem er verschiedene Handpressen-Drucke, Bücher und Manifeste, wie zum Beispiel Der Mensch ist einfach fabelhaft (1963), Theatrum Anatomysticum (1963), Il Calotto resscitato oder Das neueingerichtete Zwergenkabinett (1964) und Eggers kleine Ahnenkammer, druckgraphischer Kalender für 1965 herausgab.

Die weibliche Form der „Guardians“ vor der Kröpcke-Passage

Ebenfalls ab 1963 beschickte der Künstler rund 200 Ausstellungen in Europa, Japan, den Vereinigten Staaten von Amerika und Russland.
Ab 1967 und bis Ende der 1980er Jahre hielt sich WP Eberhard Eggers regelmäßig in den USA auf. 1970 hielt sich Eggers in Moskau auf, 1972 in Polen. 1971 nahm Eggers in den USA eine Gastprofessur wahr an der Stout State University in Wisconsin sowie auf Hawaii. Er durchreiste zudem mehrfach die USA und gab eine Gast-Session an der University of South Dakota.
Ab 1972 betrieb WP Eberhard Eggers ein weiteres Atelier in den Pyrenäen, erhielt im Folgejahr 1973 Stipendien der Ford Foundation und der University of New Mexico.

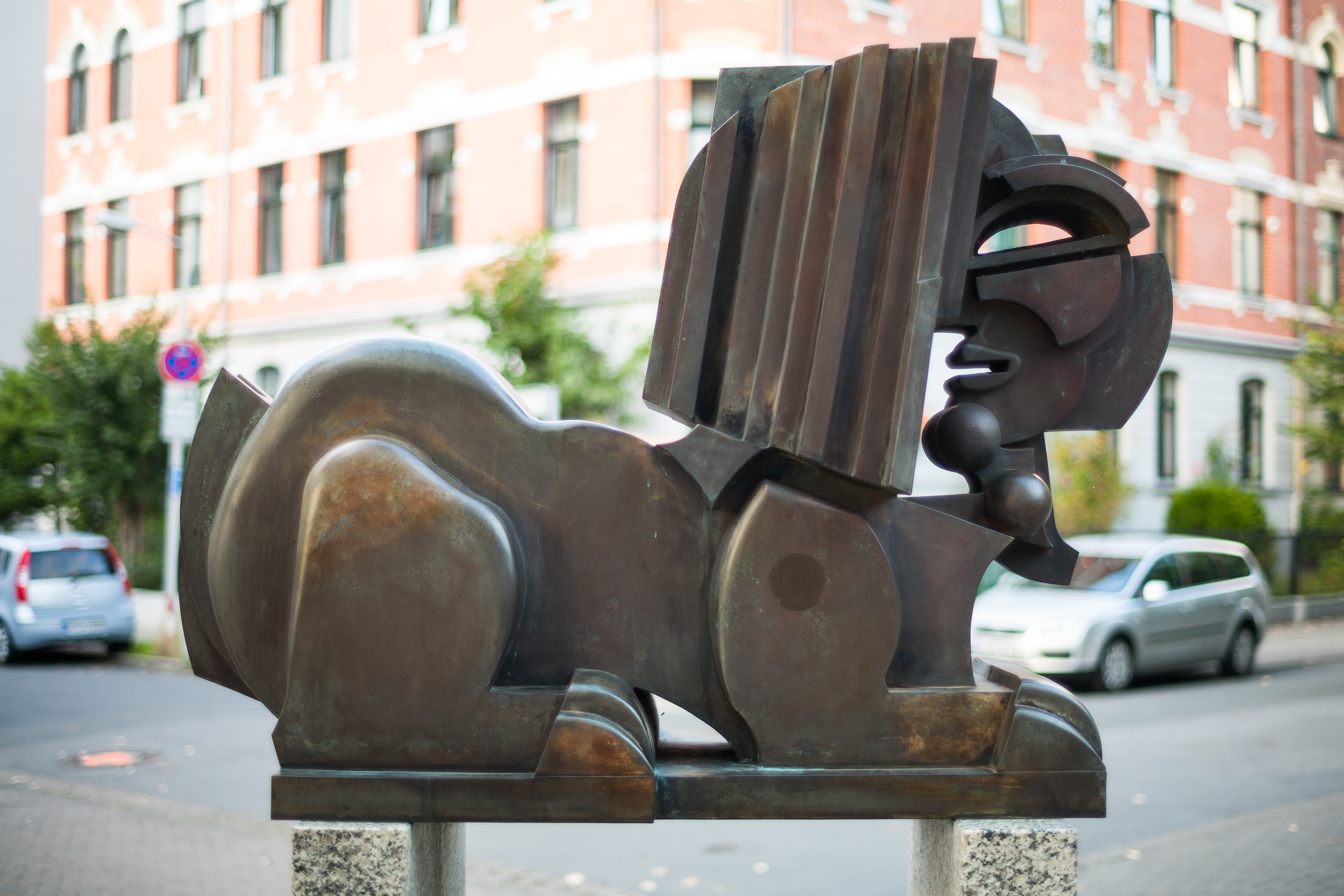
1999: „Sphinx“ am Fiedeler Platz in Döhren

1980 war Eggers gemeinsam mit dem in Celle tätigen Unternehmer Volker Heitland Mitbegründer der Heitland Foundation. 1987 wurde WP Eberhard Eggers in die Freimaurerloge Friedrich zum weißen Pferde aufgenommen.
Er war mit Heike Eggers verheiratet, aus der Ehe gingen zwei Töchter hervor.
In Hannover wurden zu Lebzeiten des Künstlers Plastiken als Kunst im öffentlichen Raum aufgestellt:
- 1998: „Dicker Mann frisst Maus“, Braunschweiger Platz;
- 1999: „Sphinx“, Fiedeler Platz;
- um 2001: Bronzene Büsten, Kröpcke-Passage.[2]

## Weitere Werke

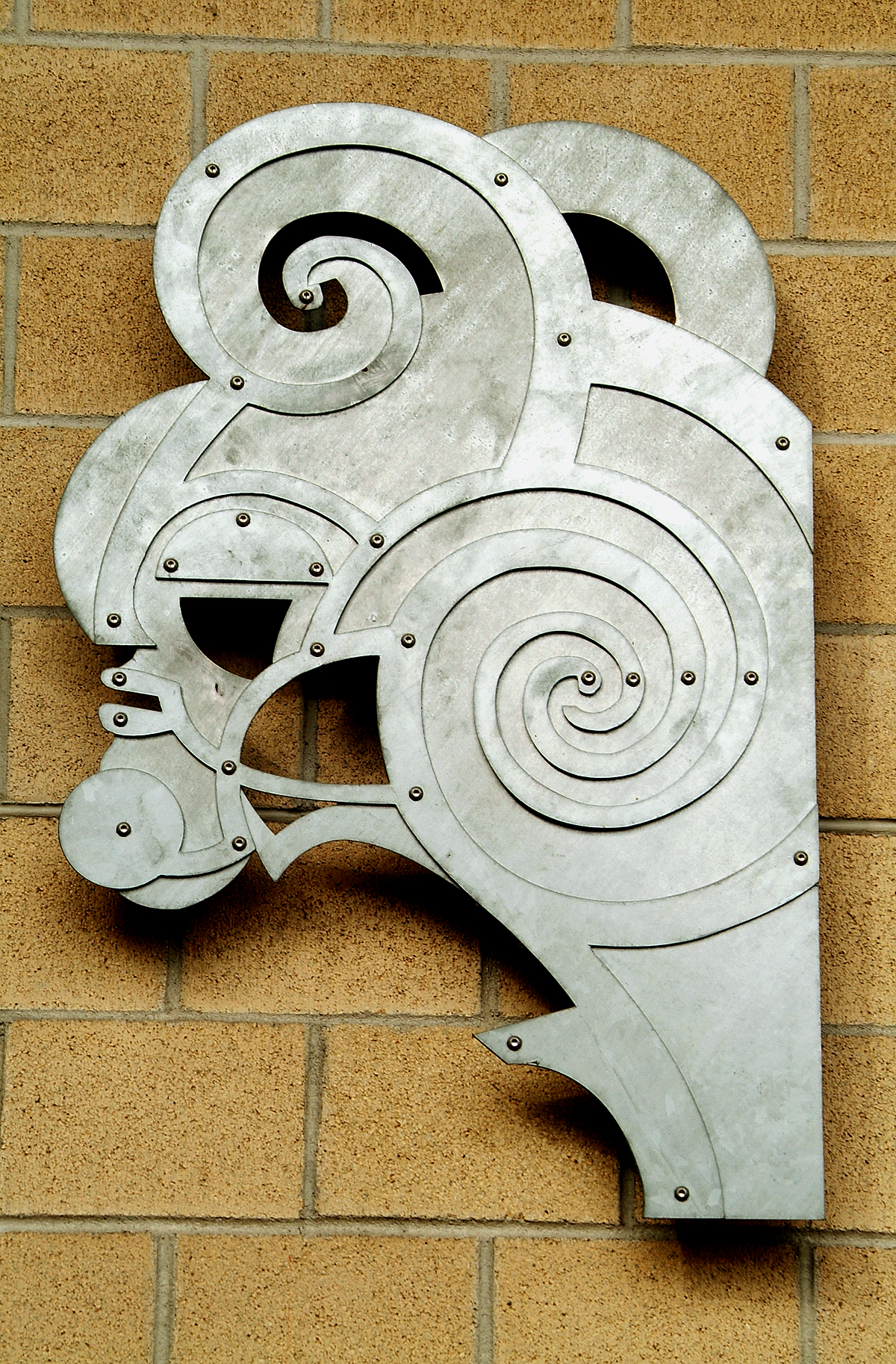
Fragment der 2003 in Kampen auf der Insel Sylt gefertigten „Windsbraut“, installiert am WP-Eberhard-Eggers-Platz in Oberricklingen

Das Museum of Modern Art (MoMA) in New York besitzt zwei Radierungen, Eggers war zweimal an Gruppenausstellungen im MoMA beteiligt, zuletzt Fantastic Prints (1997). Ein Triptychon findet sich im Logenhaus Heiligengeiststraße in Hannover. Posthum gelangte das graphische Werk von WP Eberhard Eggers 2005 durch eine Schenkung in den Besitz der Stadt Hannover, „mehr als 800 Arbeiten aus der Zeit von 1961 bis 2004.“ Der Künstler schuf zudem Lithografien, Radierungen und Linolschnitte.

## Auszeichnungen und Ehrungen (Auswahl)
- 1968: Förderpreis des Landes Niedersachsen[2]
- 1969: 3. Preis der Heinrich-Zille-Stiftung für kritische Grafik[2]
- Am 14. September 2006 beschloss die Ratsversammlung der Landeshauptstadt Hannover – mit einer Gegenstimme – die Benennung eines Platzes im Stadtteil Oberricklingen in WP-Eberhard-Eggers-Platz.[6]

## Ausstellungen (Auswahl)
Bilder, Skulpturen und Grafiken von Eggers wurden auf zahlreichen Einzel- und Gemeinschaftsausstellungen gezeigt, insbesondere in Deutschland, den USA, Japan und Russland.
- Ausstellungen in Hannover, wo ihn die Galerie Kühl sowie die Galerie Brusberg vertrat:
  - 1960: Stadtbibliothek Hannover;
  - 1965, gemeinsam mit Werner Hilsing: Künstlerhaus Hannover;
  - 1984: Sprengel Museum Hannover;
  - 2006: Retrospektive, Städtische Galerie KUBUS.[2]

## Tod
WP Eberhard Egger starb am 8. August 2004 im Alter von 65 Jahren in Hannover. Sein Grabmal findet sich auf dem Stadtfriedhof Engesohde in Hannover, Abteilung 27E, Grablege Nummer 233-234.